# Баранув-Сандомерський
Бара́нів-Сандомерський (пол. Baranów Sandomierski) — місто в піденно-східній Польщі, на річці Вісла. Належить до Тарнобжезького повіту Підкарпатського воєводства.

## Історія
Баранув-Сандомирський вперше згадується у 1135 році. 27 березня 1934 року Баранув отримав статус міста.

## Демографія
Населення міста, станом на 31 березня 2021 року, налічує 1 425 осіб
Демографічна структура за переписом населення 2011 року:
|          | Загалом | Допрацездатний вік | Працездатний вік | Постпрацездатний вік |
| -------- | ------- | ------------------ | ---------------- | -------------------- |
| Чоловіки | 756     | 149                | 532              | 75                   |
| Жінки    | 766     | 137                | 436              | 193                  |
| Разом    | 1522    | 286                | 968              | 268                  |

## Пам'ятки
- Замок у Баранові-Сандомирському

## Міста-партнери
- Івонич-Здруй, Польща
- Лісько, Польща
- Лежайськ, Польща
- Любачів, Польща
- Сендзішув-Малопольський, Польща